# Jeux de plein air
Jeux de plein air est une œuvre pour deux pianos composée par Germaine Tailleferre en 1917.

## Histoire
Germaine Tailleferre écrit ces Jeux de plein air pour les concerts-expositions de la salle Huyghens.
En l'entendant répéter cette œuvre avec Marcelle Meyer, Erik Satie, enthousiasmé, avait déclaré à Germaine Tailleferre qu'elle était sa « fille musicale »,. Jeux de plein air est créé par sa compositrice et le compositeur des Gymnopédies en 1918. Le critique musical Henri Collet salua dans un article de 1920 les « rythmes décidés », l'« aplomb charmant dans ces gammes ruisselantes, fluides et sans nuances, par-dessus les successions harmoniques hardies qu'appuie une pédale rythmée, dans tel "cache-cache mitoula" ! ».
Germaine Tailleferre en écrit une version pour orchestre en 1924.

## Mouvements
Cette œuvre comprend deux parties. La première est dédiée à Marcelle Meyer, la seconde à Juliette Méerovitch.
1. La tirelitentaine
2. Cache-cache Mitoula